# Aleph-6
Aleph-6 – organiczny związek chemiczny, enteogen, pochodna fenyloetyloaminy. Zsyntetyzowany po raz pierwszy przez Alexandra Shulgina, opisany w PiHKAL z minimalnym dawkowaniem 40 mg oraz bardzo długim (nieokreślonym) czasem trwania efektów.